# Улица Московян
Улица Московян (Московская) (арм. Մոսկովյան փողոց) — улица в Ереване, от улицы Туманяна до улицы Налбандяна. Вместе с улицами Агатангелоса, Сарьяна, Хоренаци, Ханджяна является частью охватывающего центр города дорожного кольца. Вместе с улицей Исаакяна ограничивает Кольцевой бульвар. Названа в честь столицы бывшего СССР и нынешней России Москвы.

## История
Прокладка улицы и обустройство бульвара на этом месте осуществлялись в соответствии с генеральным планом города, подготовленным в 1924 году академиком Александром Таманяном. В 2024 году движение на улице стало односторонним

## Известные жители

Мемориальные доски
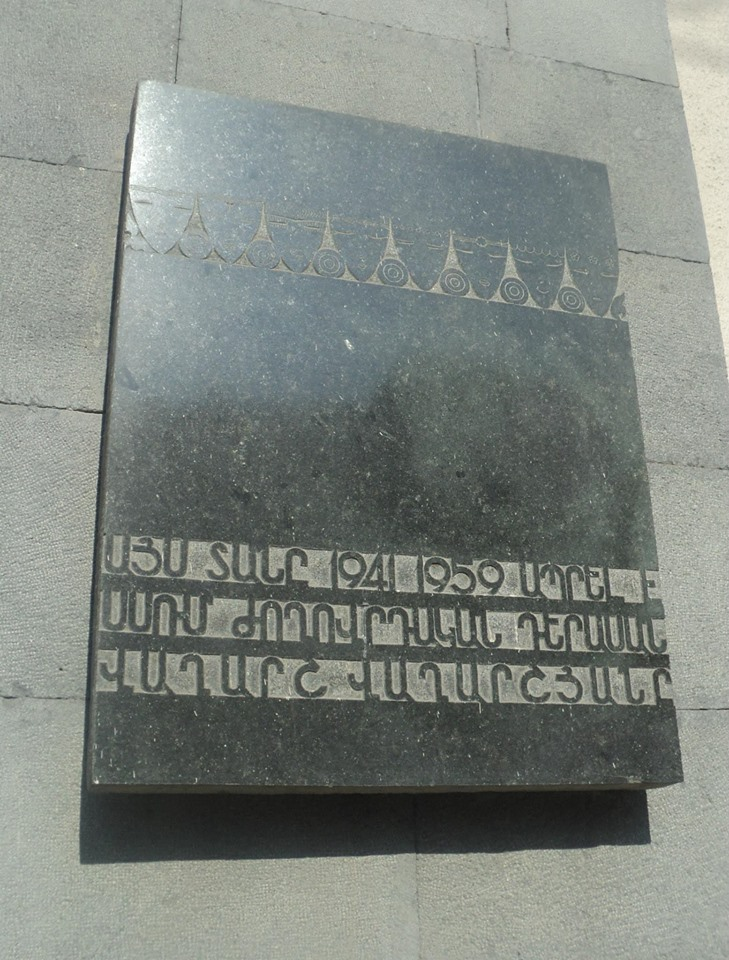
Вагарш Вагаршян
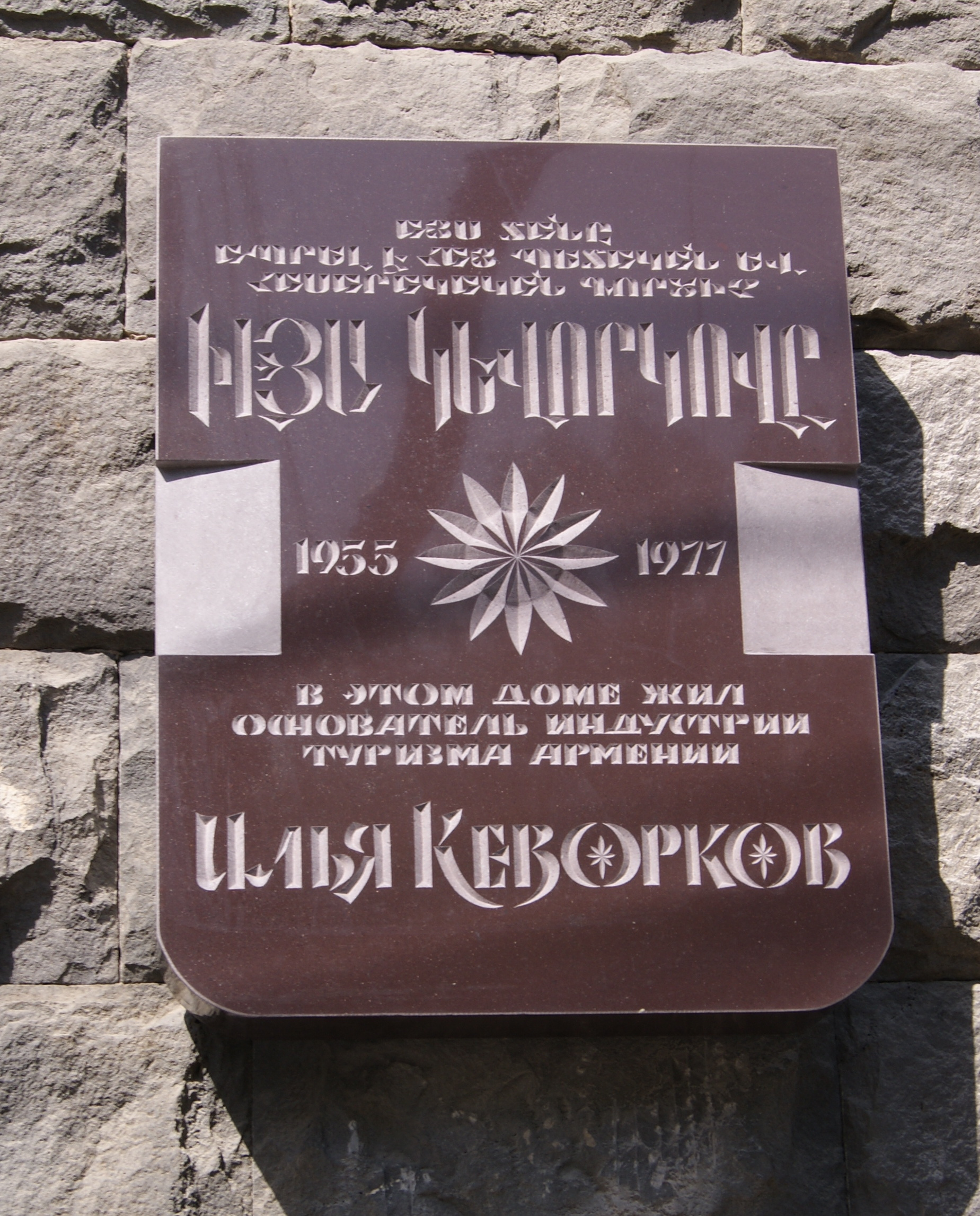
Илья Кеворков
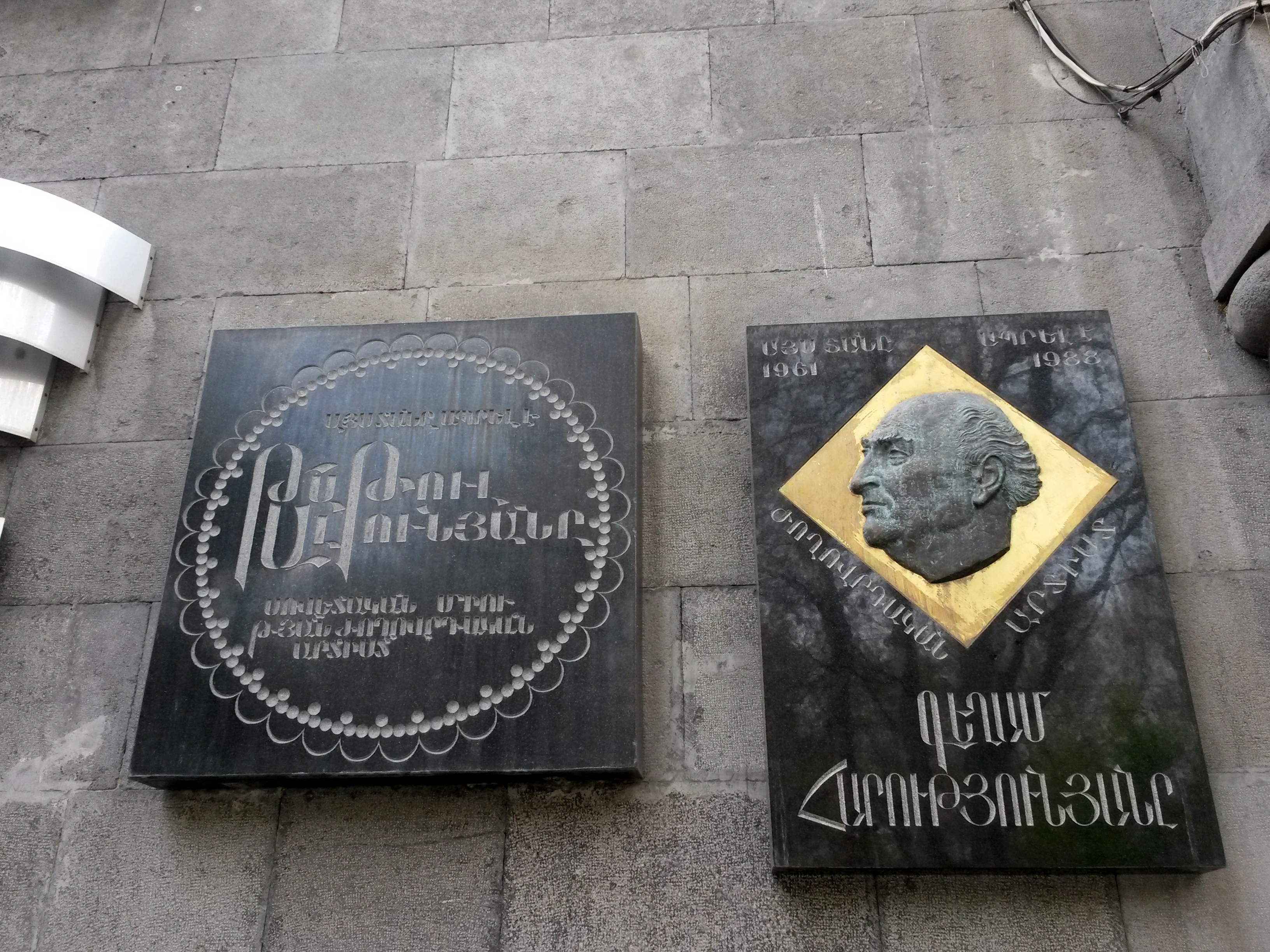
Татул Алтунян и Гегам Арутюнян
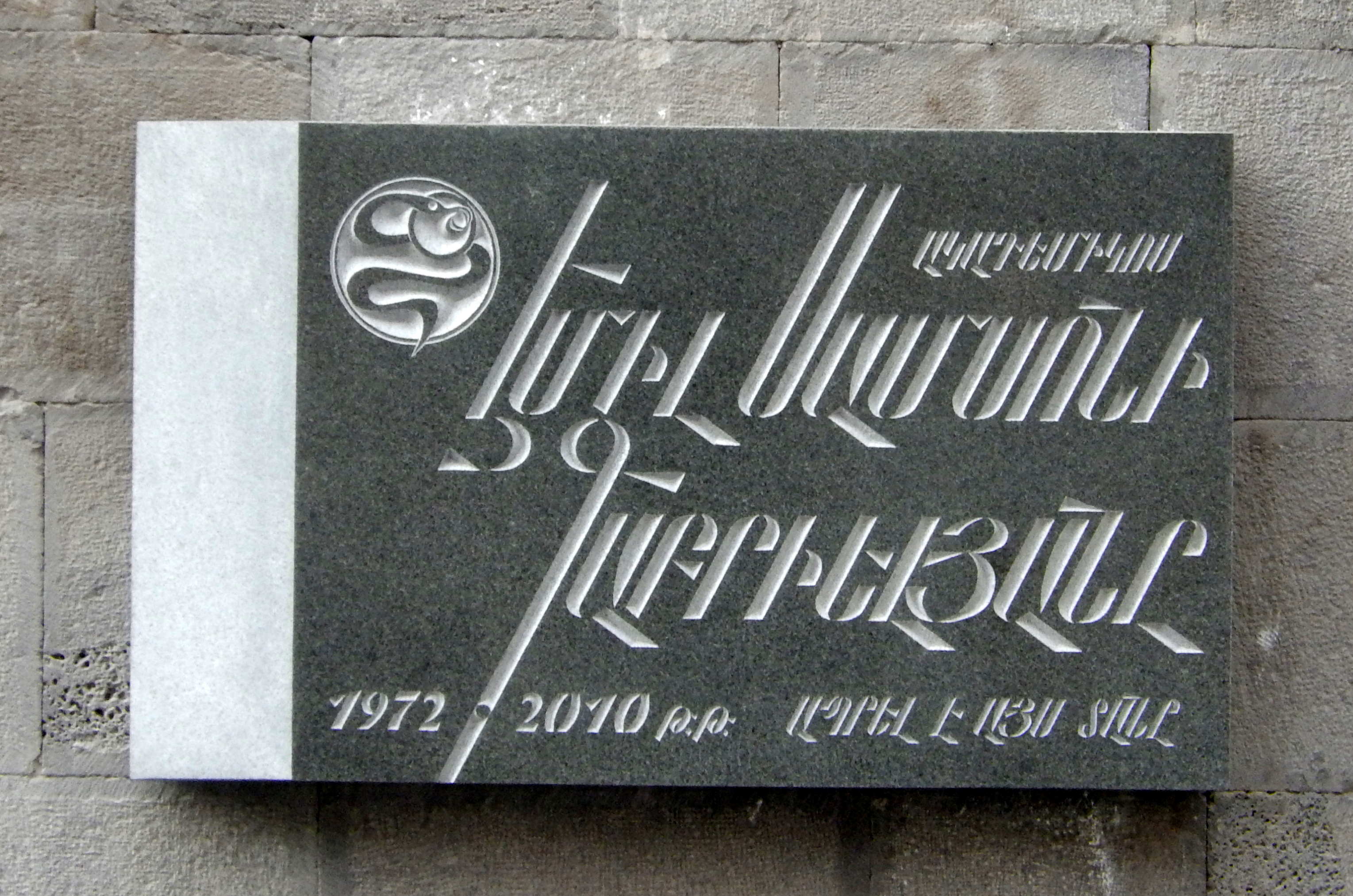
Эмиль Габриэлян
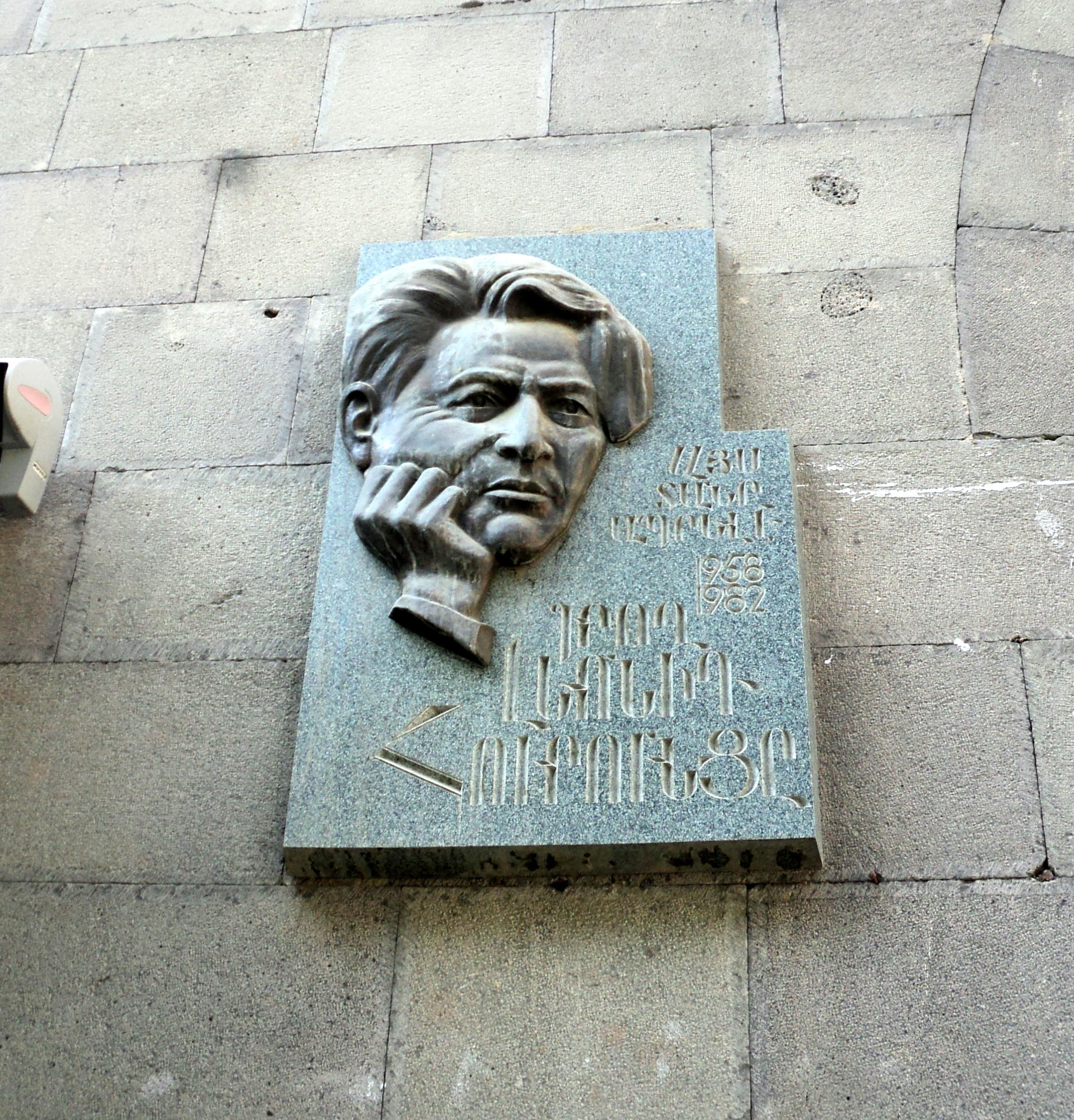
Леонид Гурунц
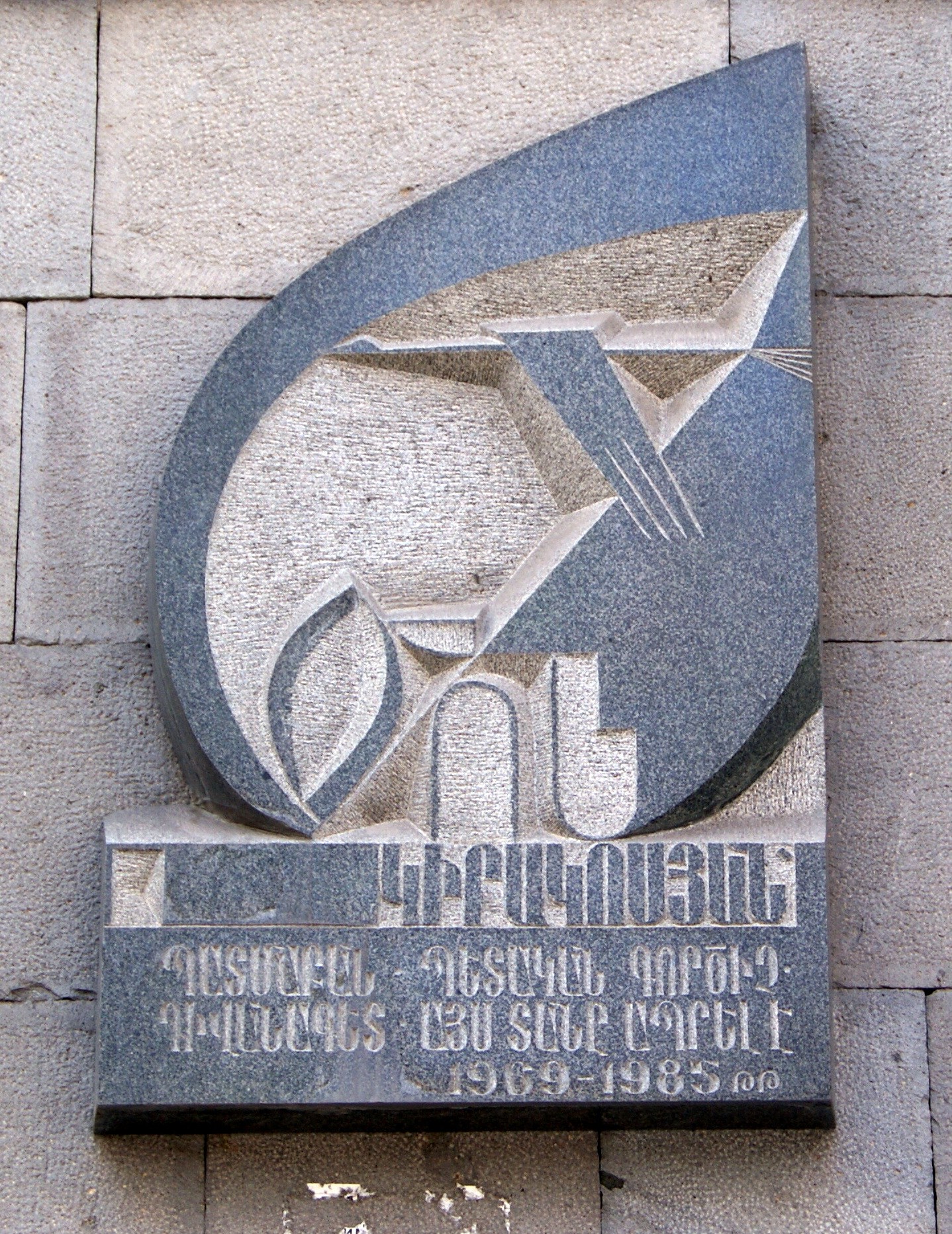
Джон Киракосян
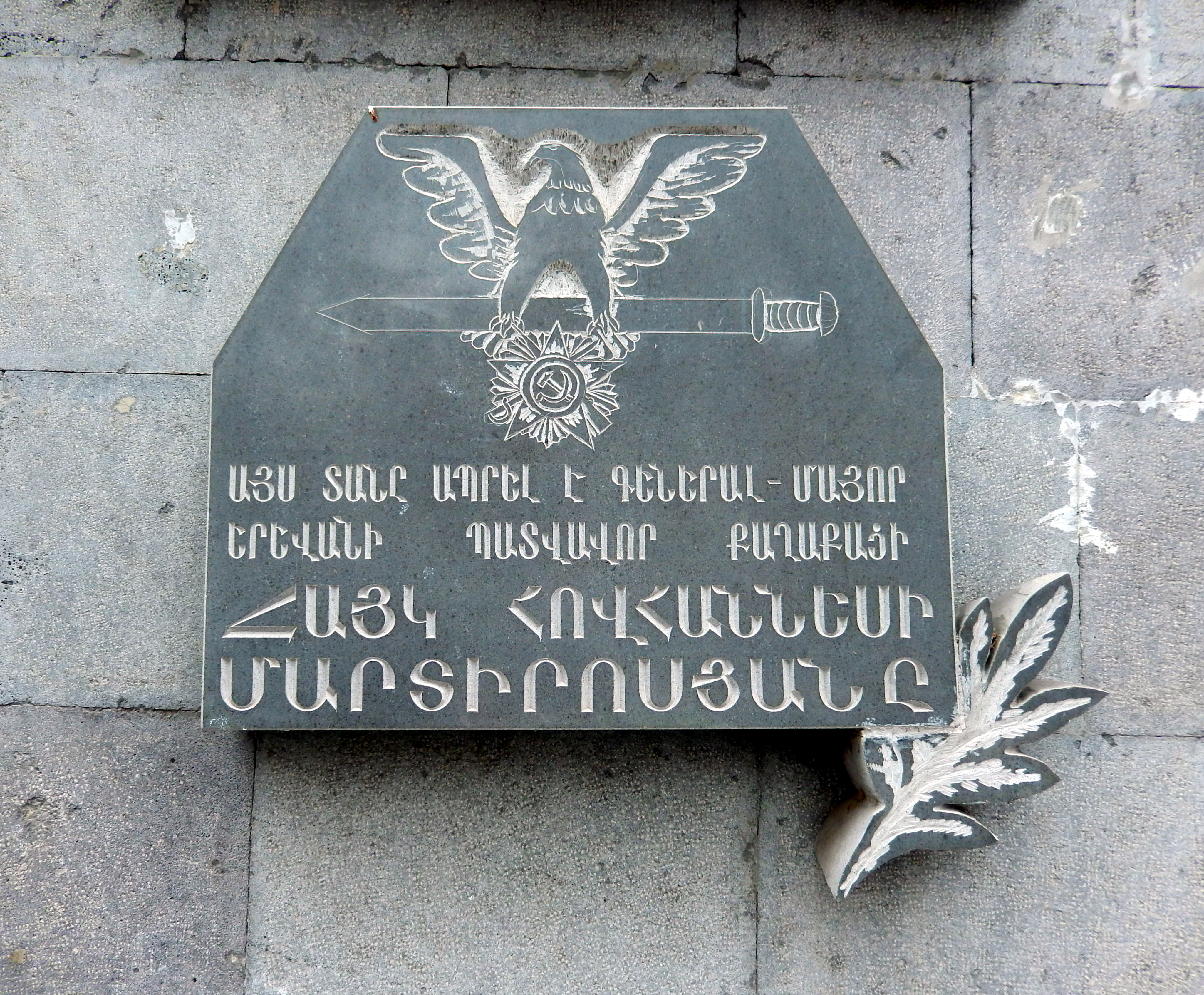
Гайк Мартиросян
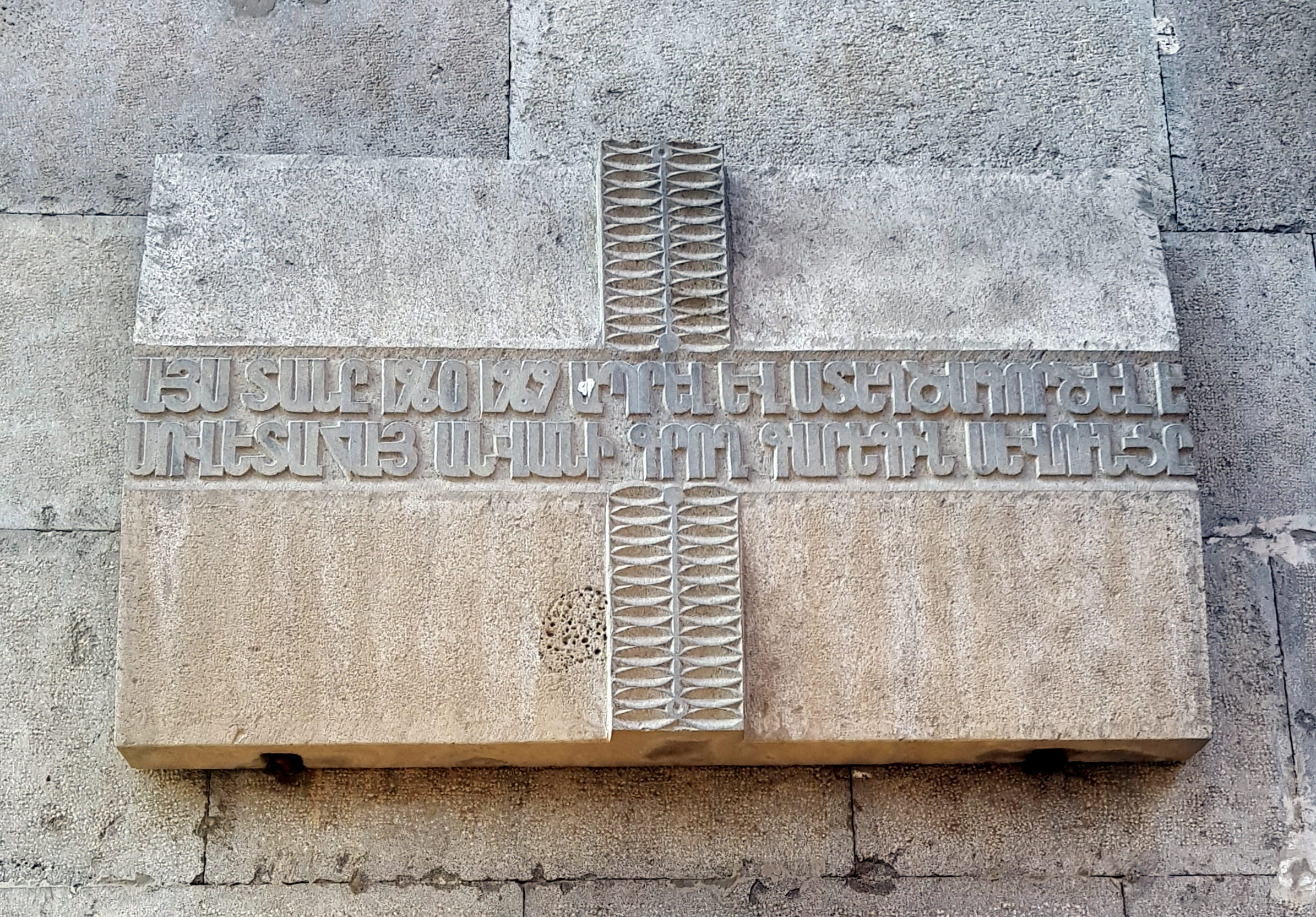
Гарегин Севунц
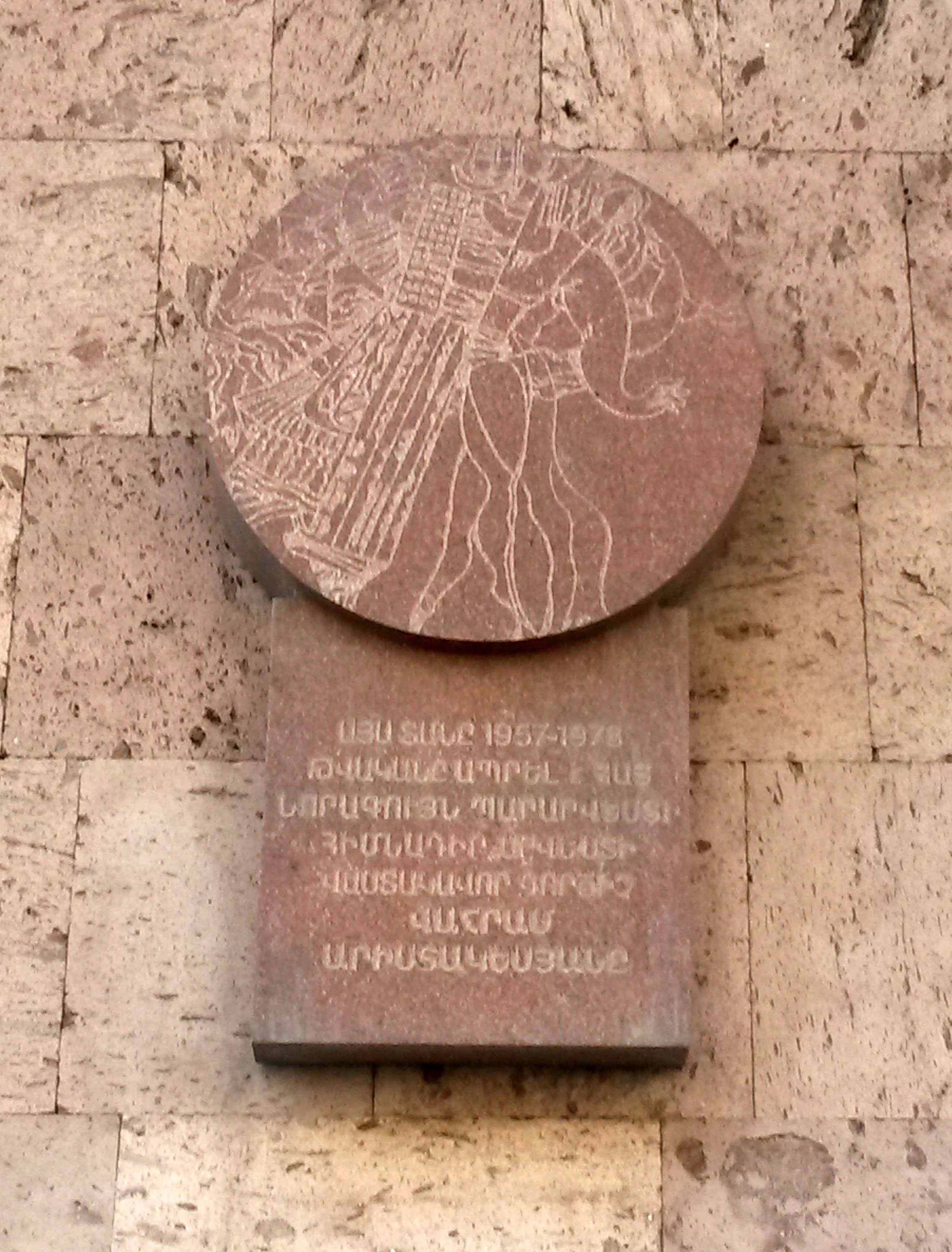
Ваграм Аристакесян

д. 10 — Вагарш Вагаршян (мемориальная доска)
д. 18 — Илья Кеворков (мемориальная доска)
д. 25 — Эдуард Туманян
д. 28 — Оганес Чалтыкян, Азат Акопян (мемориальная доска)
д. 31 — Татул Алтунян (мемориальная доска)

 — Сергей Амбарцумян
 — Гегам Арутюнян (мемориальная доска)

 — Эмиль Габриэлян (мемориальная доска)

 — Леонид Гурунц (мемориальная доска)

 — Дж. С. Киракосян (мемориальная доска)

 — Г. О. Мартиросян (мемориальная доска)

 — Владимир Мартынов (мемориальная доска)

 — Амбарцум Саядян (мемориальная доска)

 — Гарегин Севунц (мемориальная доска)

 — В. М. Секоян (мемориальная доска)
д. 33 — Арцруни Гаспарян, Григор Гурзадян
д. 37 — Ваграм Аристакесян (мемориальная доска)

## Застройка

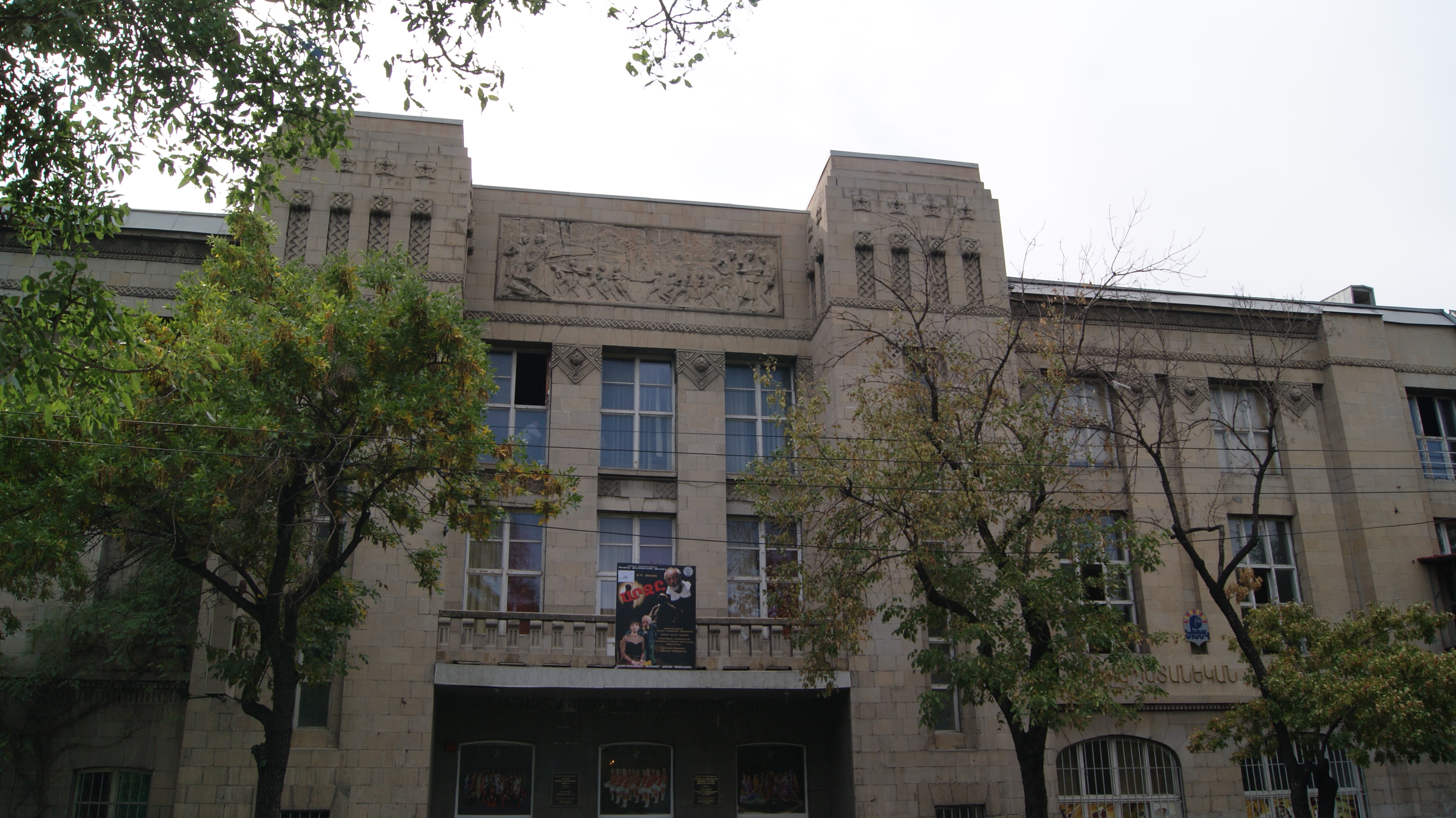
Ереванский театр юных зрителей
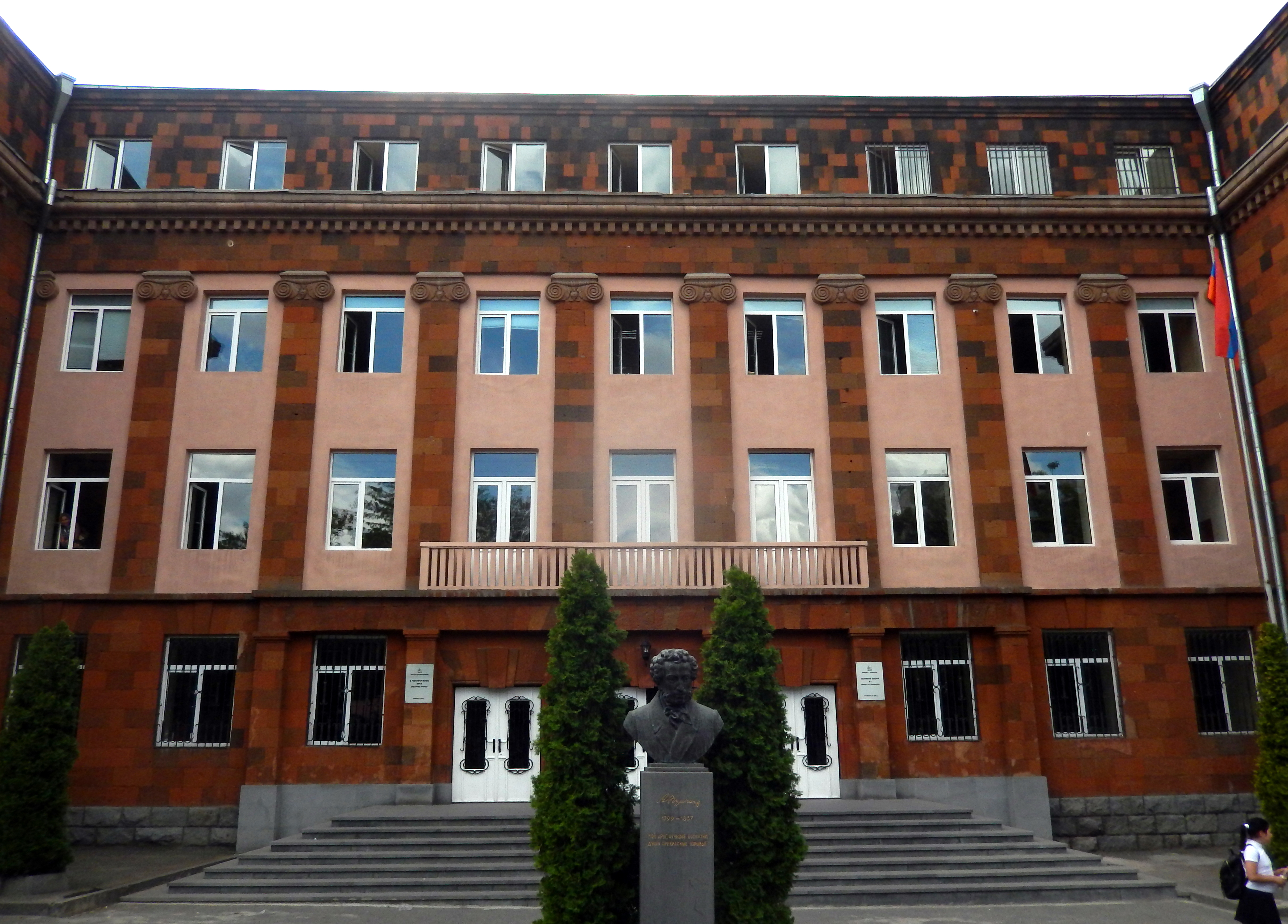
Школа №8 имени Александра Пушкина
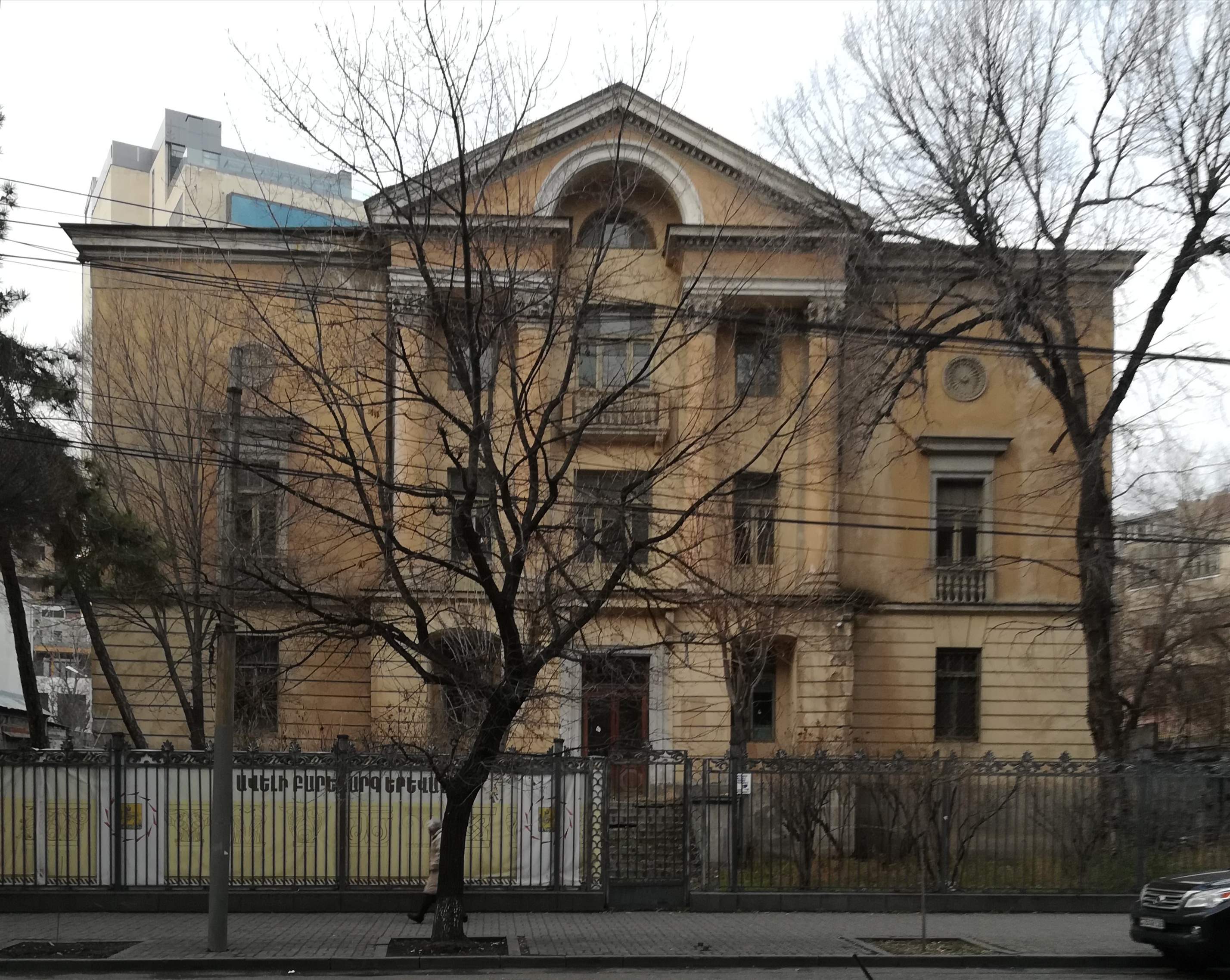
Дом учёных
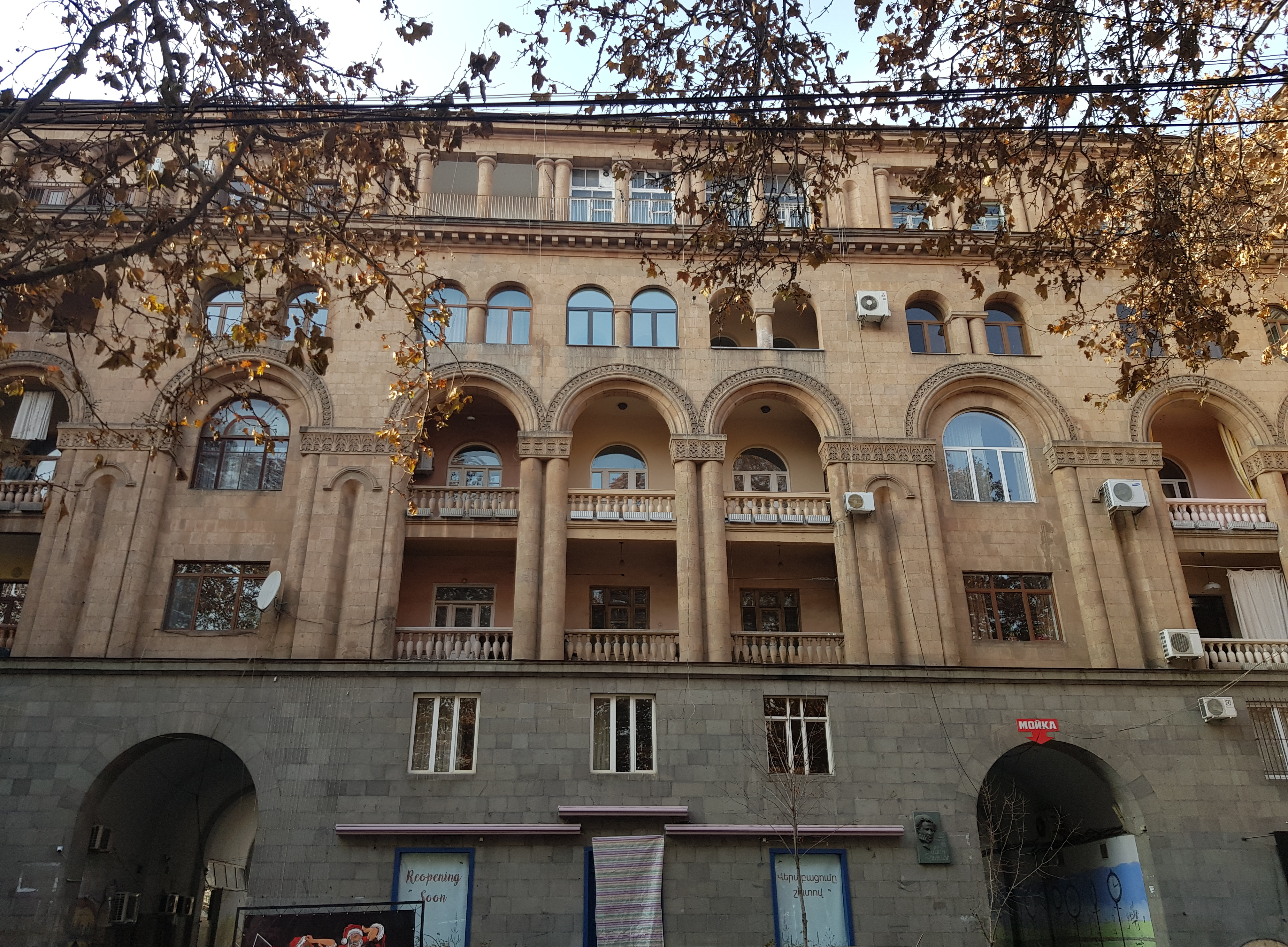
«Дом энергетиков»
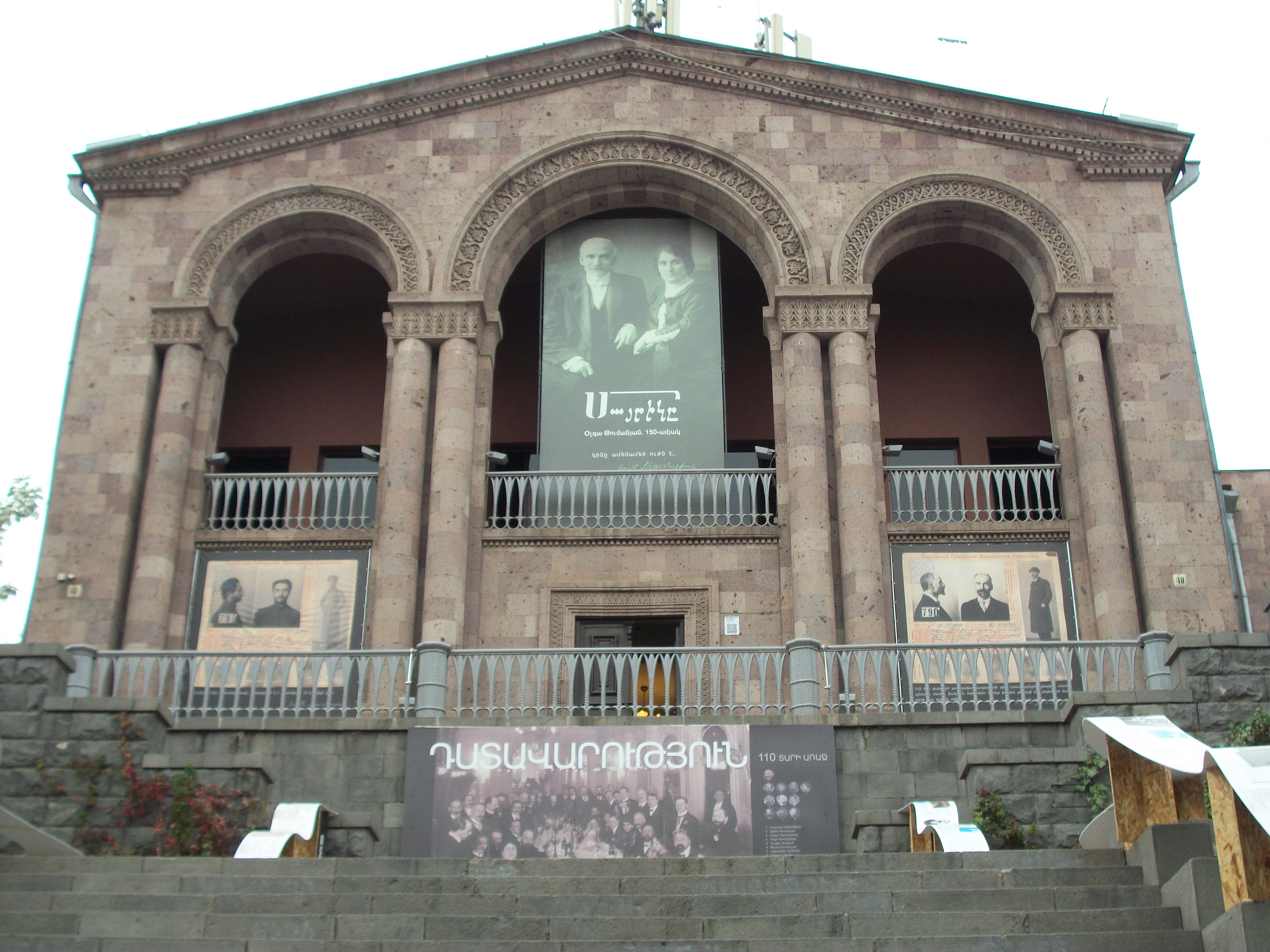
Дом-музей Ованеса Туманяна

д. 3  — Ереванский университет «Грачья Ачарян» (до 2012 года), Ереванский театр юных зрителей
д. 17 — школа №8 имени Александра Пушкина
д. 22 — Дом учёных
д. 31 — «Дом энергетиков» 
д. 40 — Дом-музей поэта Ованеса Туманяна (1944, архитектор Григорий Агабабян)

## Достопримечательности

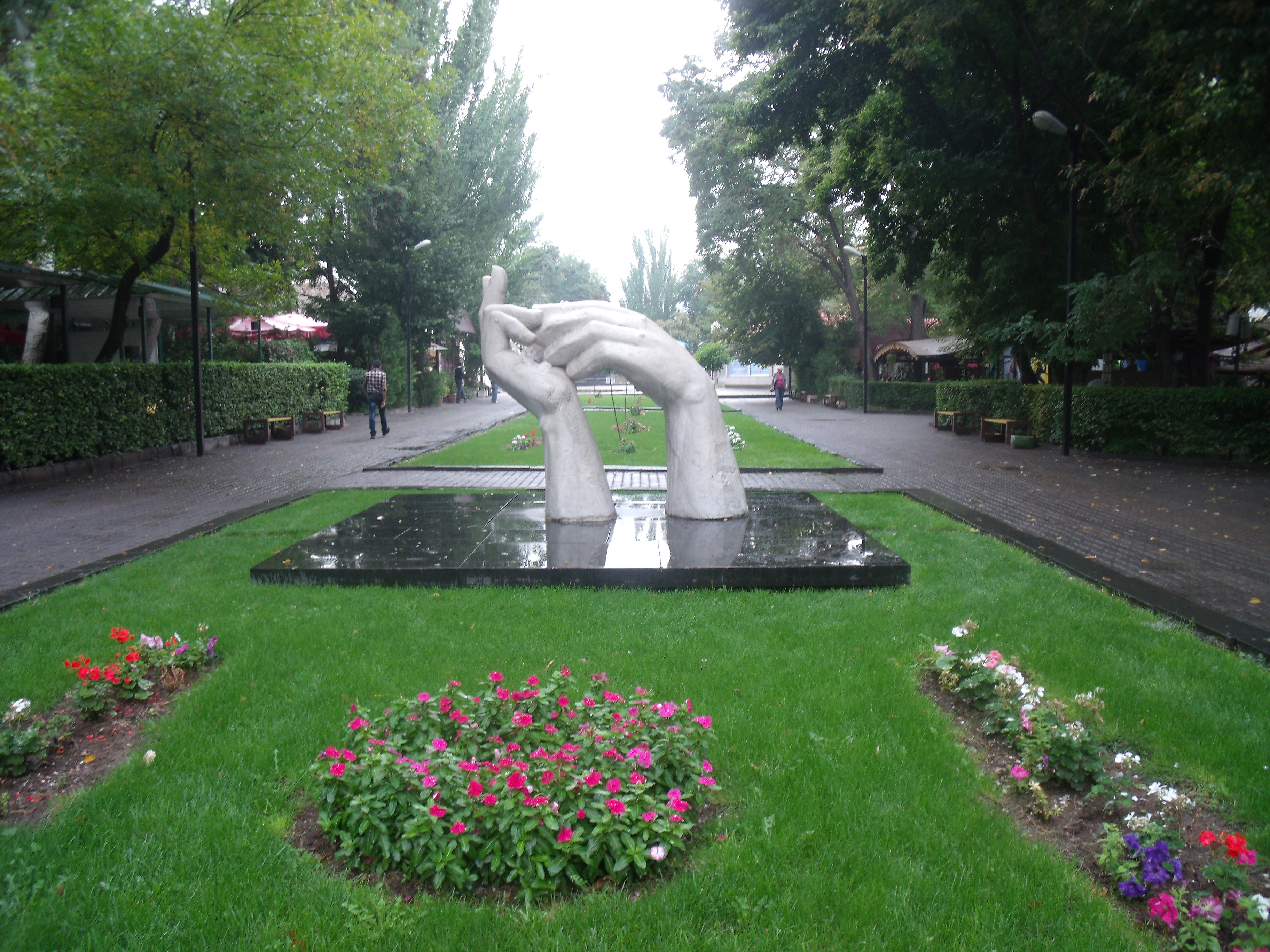
Памятник «Руки дружбы»
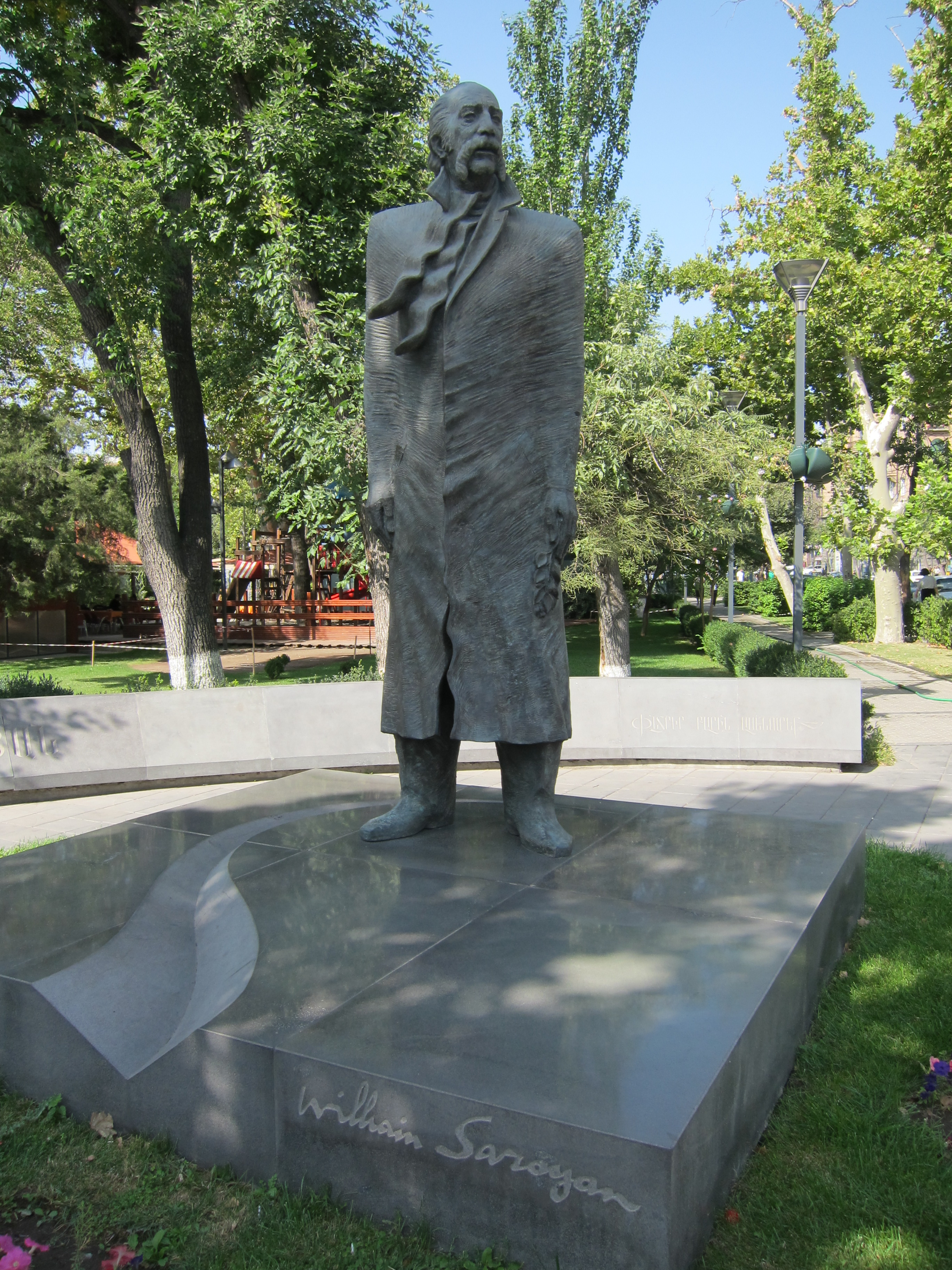
Памятник Уильяму Сарояну
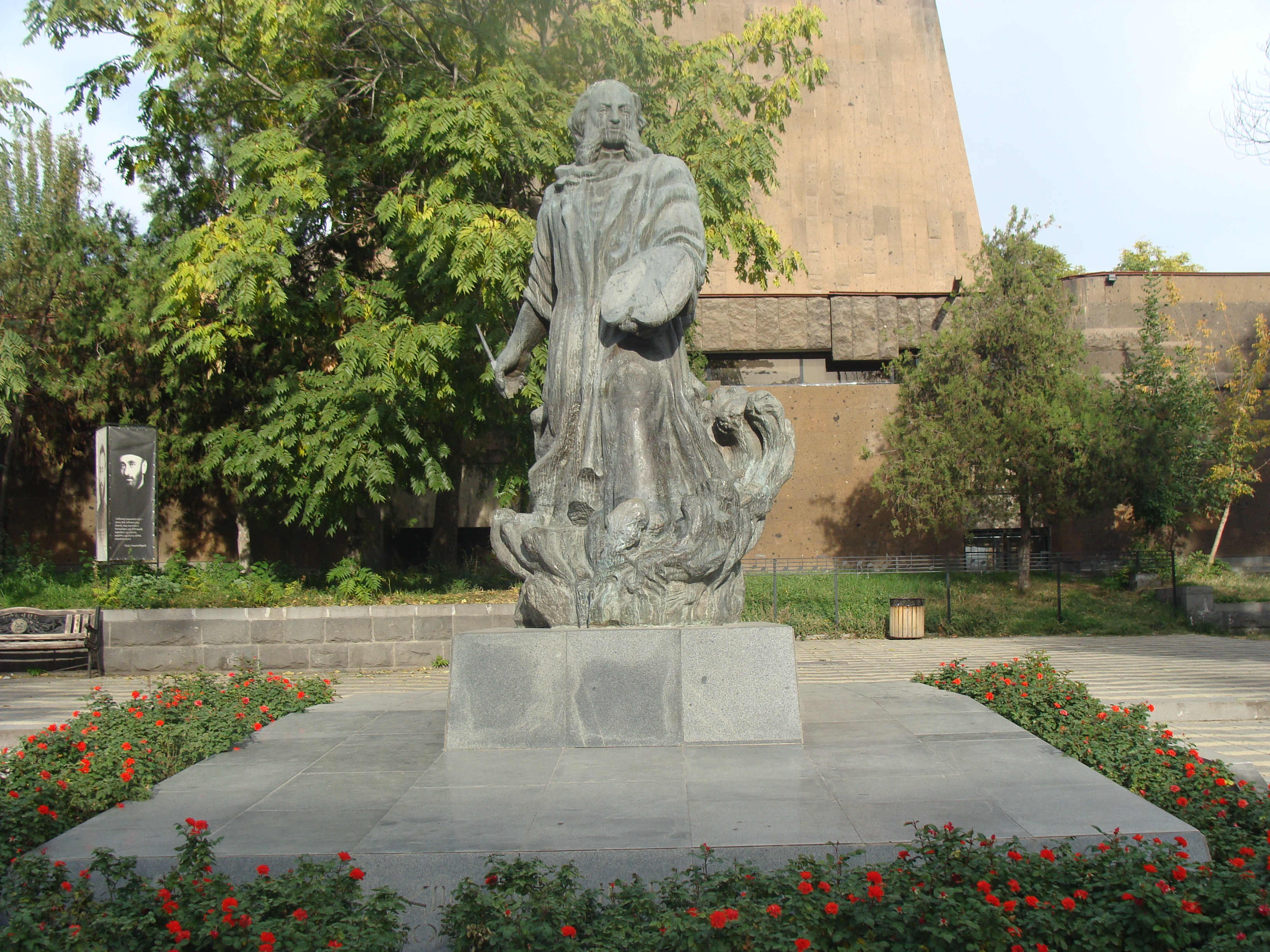
Памятник Ивану Айвазовскому
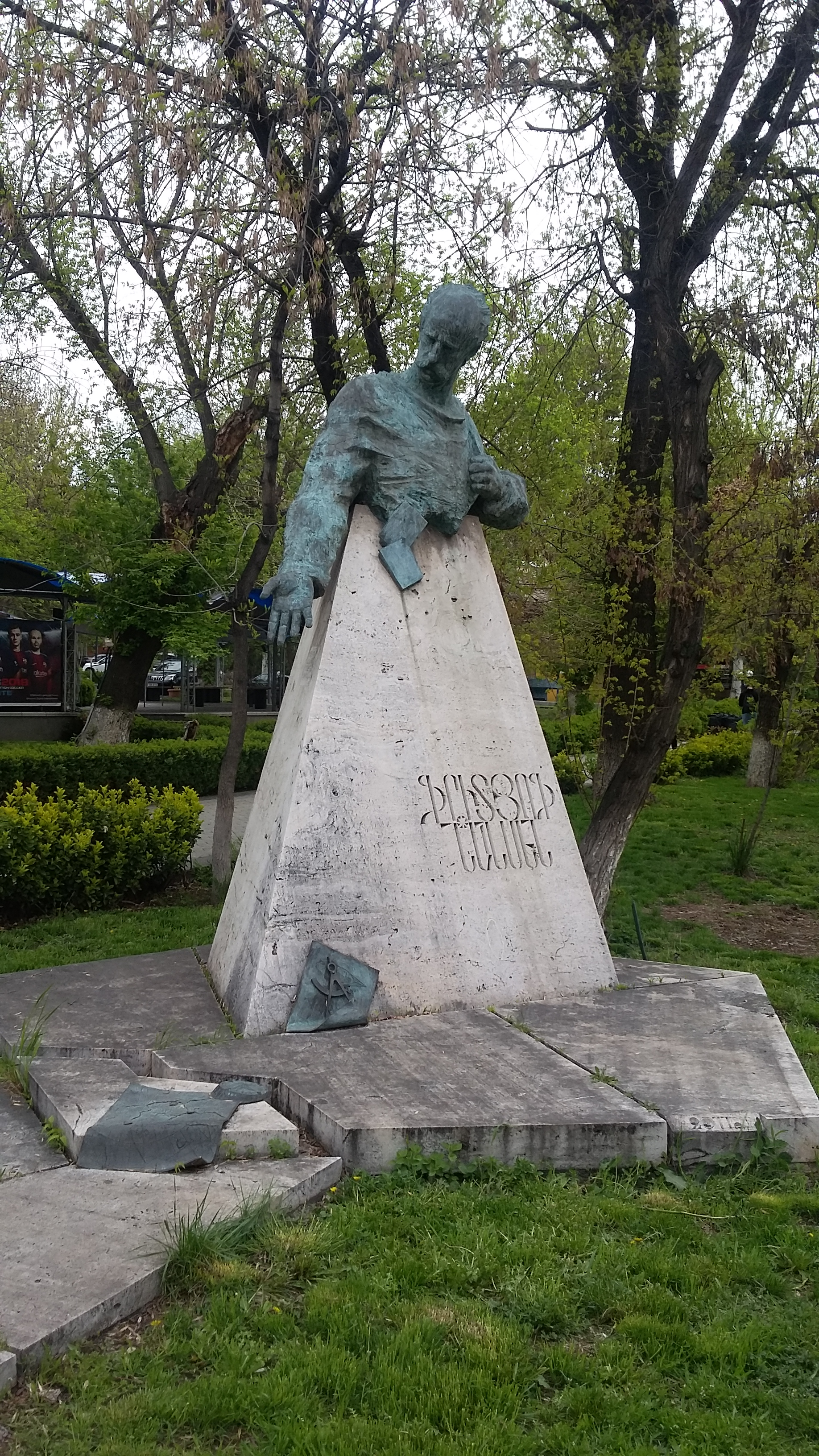
Бюст Фритьофа Нансена
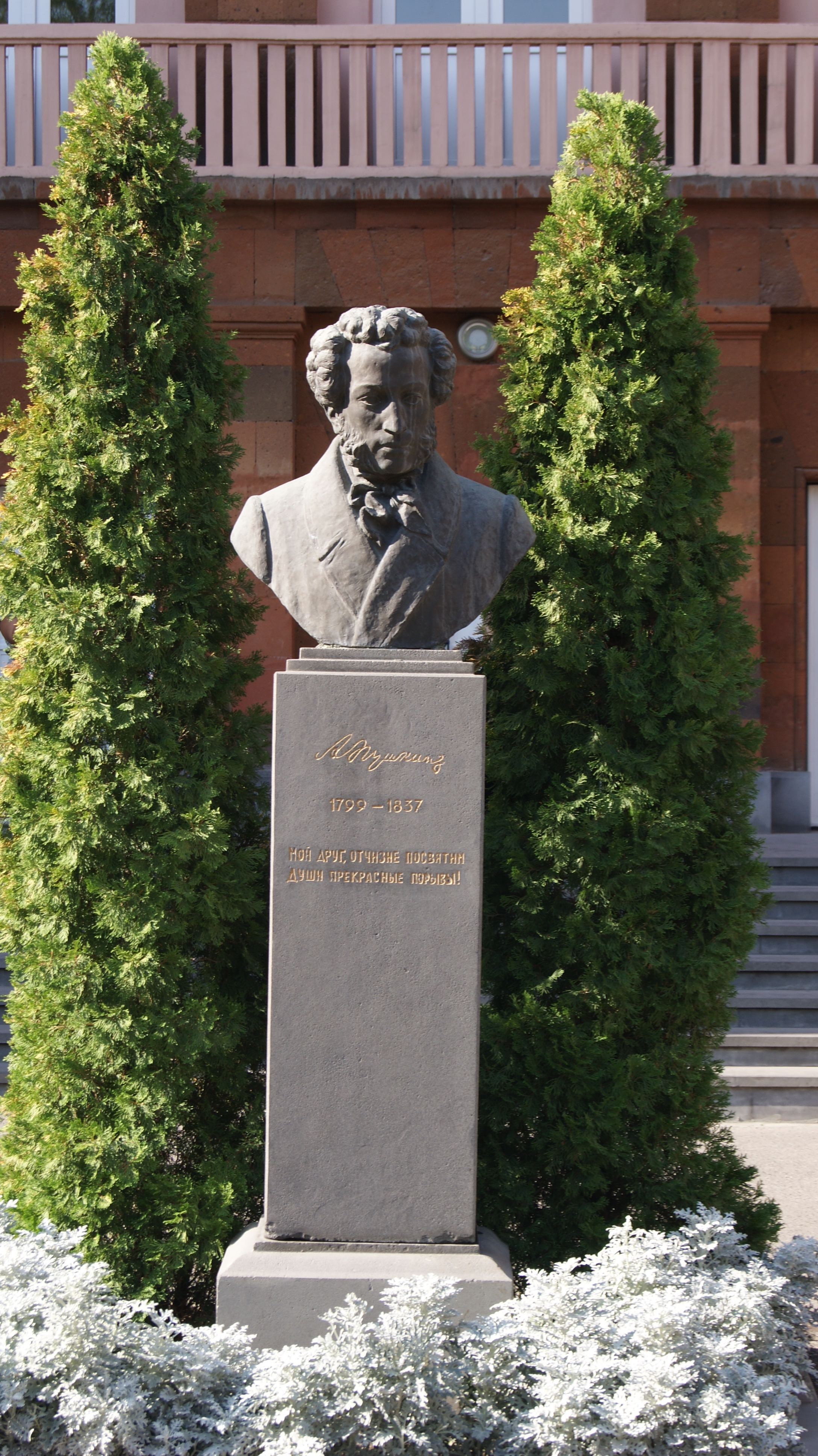
Бюст Александра Пушкина, перед зданием одноименной школы
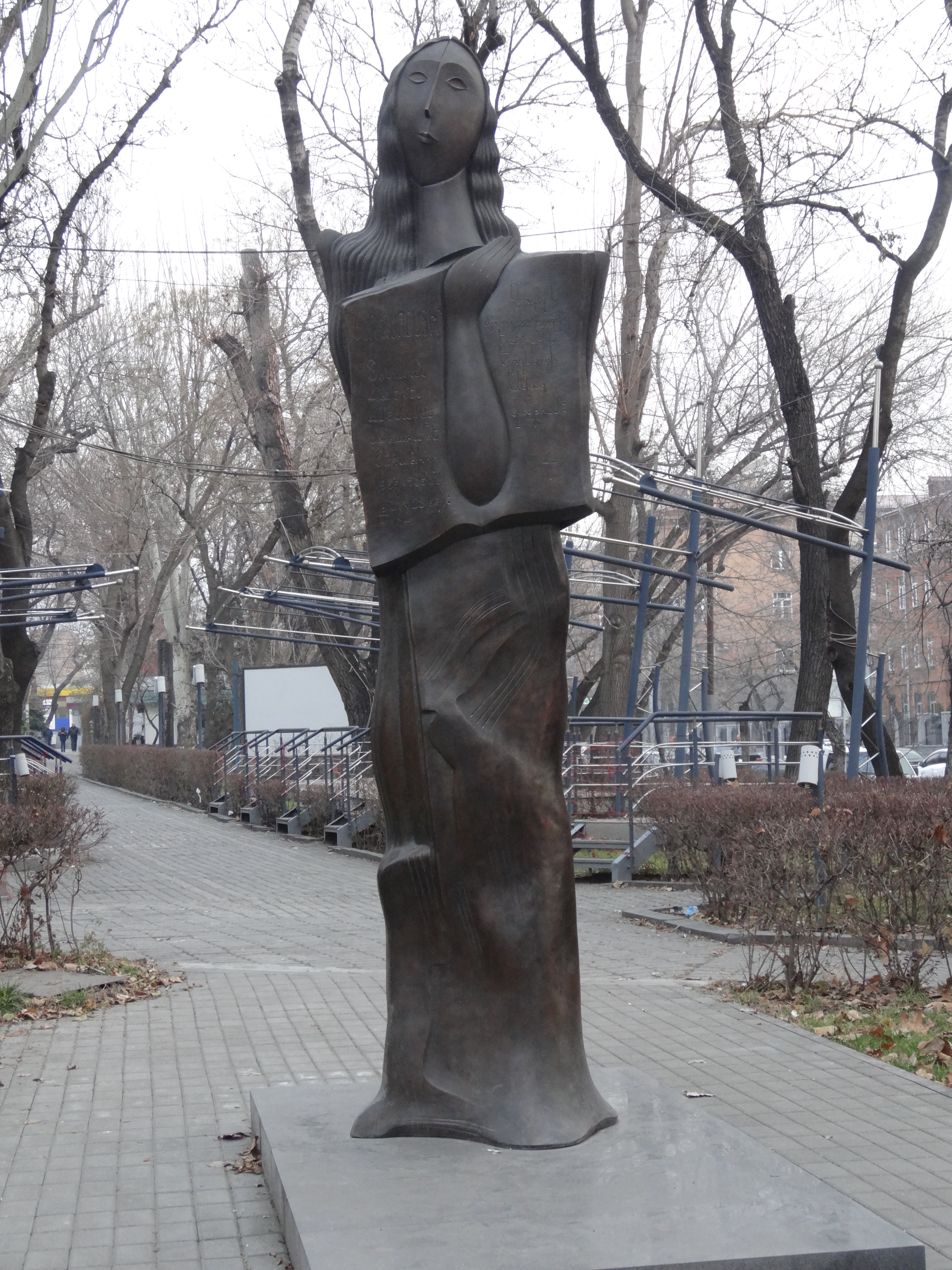
Памятник «Вечная жизнь»
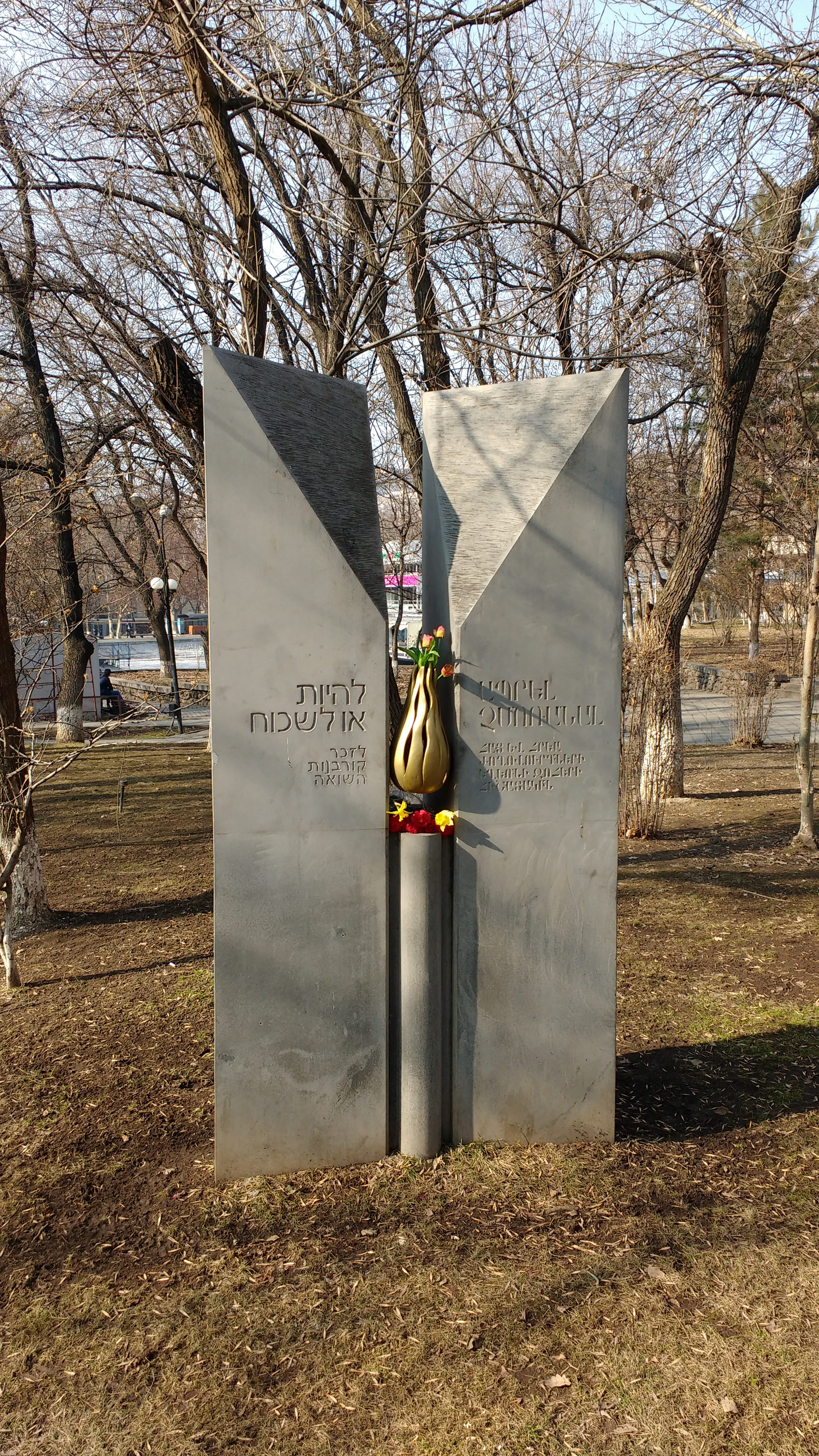
Памятник жертвам Холокоста
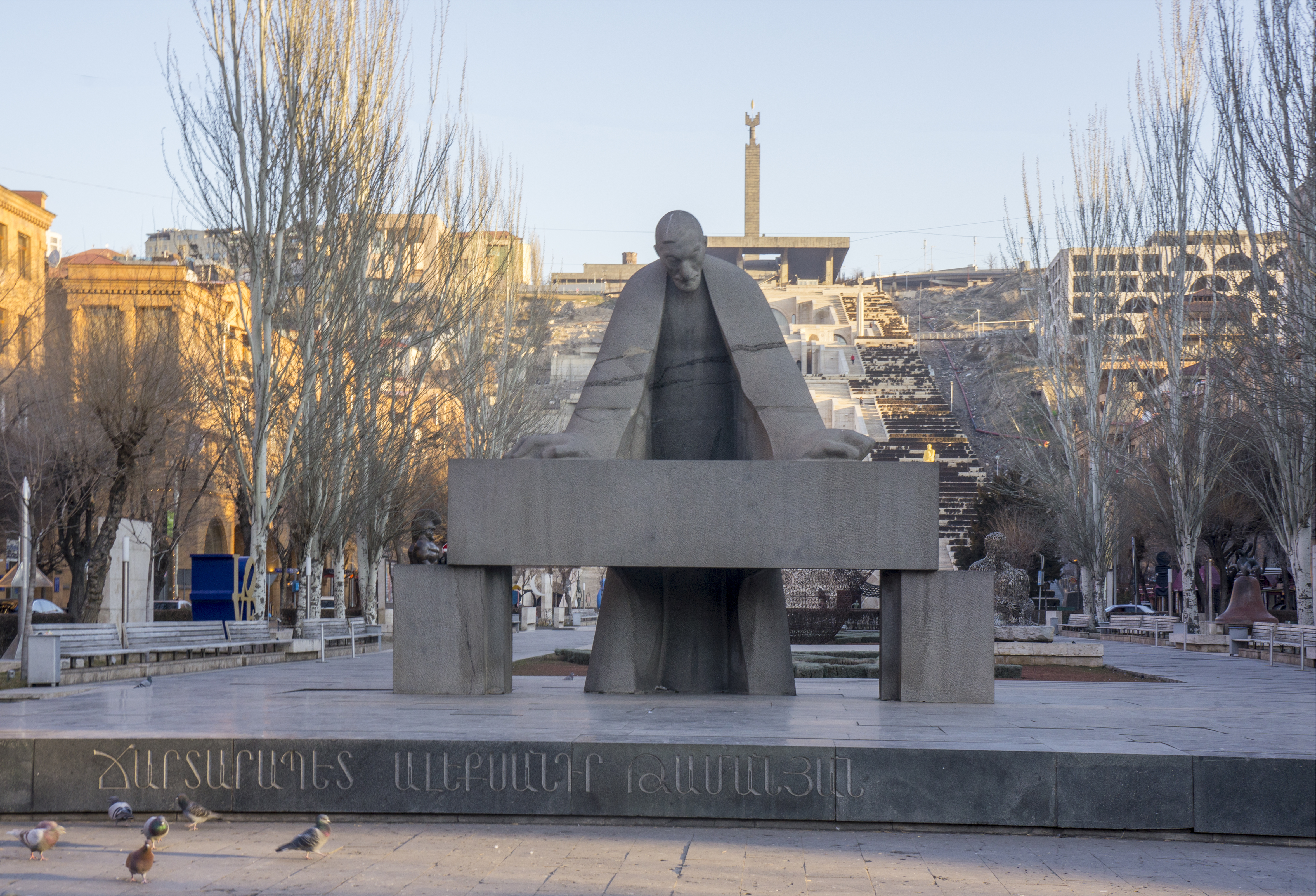
Памятник Александру Таманяну
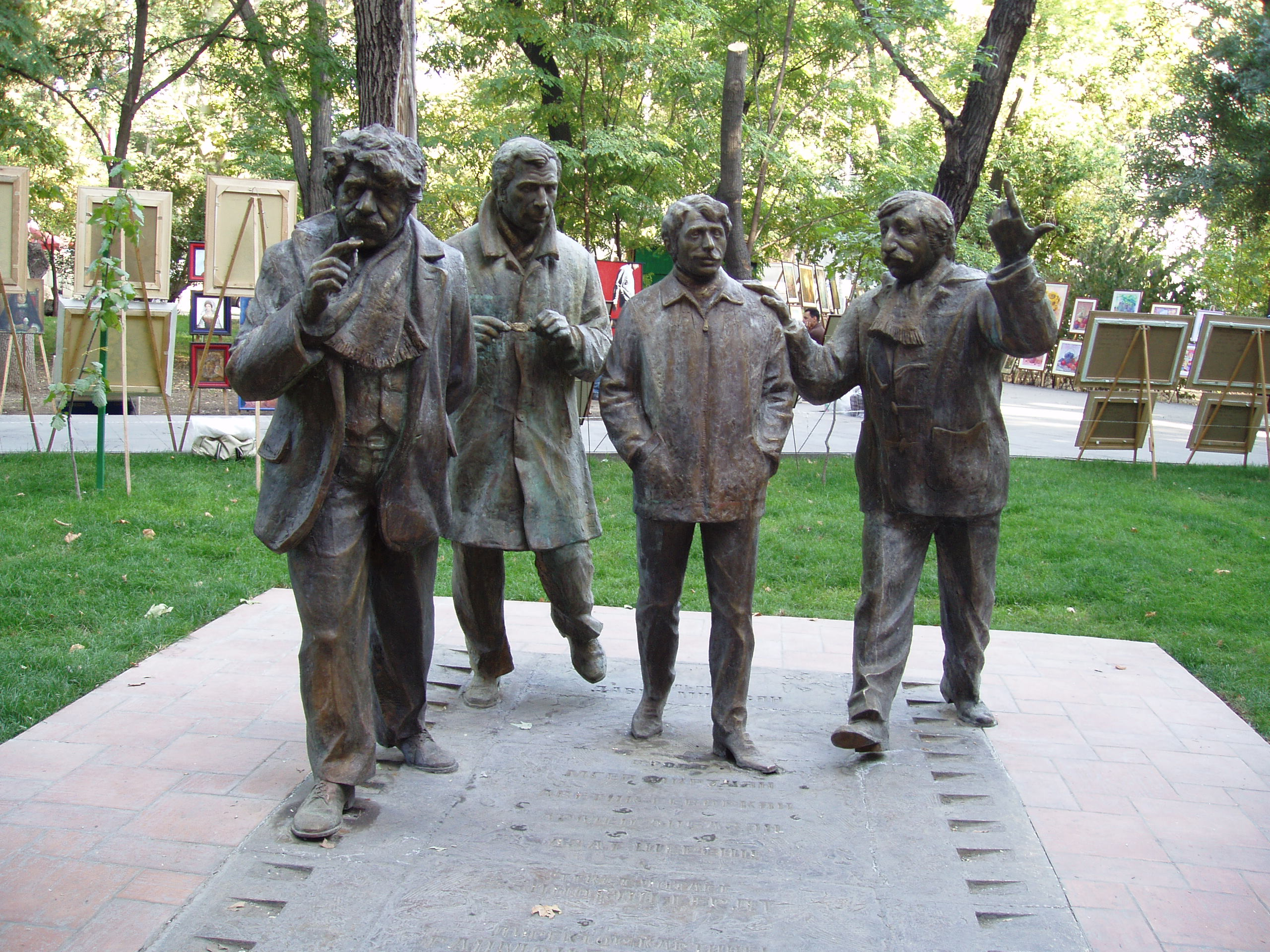
Памятник главным героям фильма «Мужчины»

- Памятник «Руки дружбы» (у пересечения с улицей Теряна). Подарен Еревану его итальянским городом-побратимом Каррарой в знак дружбы между городами. Установлен в 1963 году.
- Памятник Уильяму Сарояну (у пересечения с пр. Маштоца, 2008 г., авторы Д. Ереванци, Р. Асратян, Л. Игитян)
- Памятник Ивану Айвазовскому
- Бюст Фритьофа Нансена (у пересечения с ул. Абовяна, 2011 г., авторы Г. Давтян, Г. Мхитарян)
- Бюст Александра Пушкина (перед зданием одноименной школы, скульптор А. Агаронян)
- Памятник «Вечная жизнь» (у пересечения с ул. Теряна, 2012 г., авторы Д. Ереванци, Р. Асратян)
- Памятник жертвам Холокоста (у пересечения с ул. Теряна, 2006 г., автор Р. Арутчян)
- Памятник Александру Таманяну (1974 г., авторы А. Овсепян, С. Петросян)
- Памятник главным героям фильма «Мужчины» (2007, в парке Сарьяна у дома № 31)[7]

## Улица в кинематографе
Жилой дом № 31 — «Дом энергетиков», построенный для работников Гюмушской ГЭС и считавшийся одним из самых красивых зданий Еревана, стал известен во всём СССР после того как в фильме «Мужчины» выступил как дом героини — Карине.